# Bitgaram-dong
Bitgaram-dong (koreanska: 빛가람동) är en stadsdel i staden Naju i provinsen Södra Jeolla i den sydvästra delen av Sydkorea, 285 km söder om huvudstaden Seoul.
Bitgaram-dong bildades 2014 av delar av kringliggande socknar. Det är en planerad stadsdel och den ligger utanför själva centralorten i Naju.